# Зейд ібн Сабіт
Зейд ібн Сабіт (611 — 665) (араб. زيد بن ثابت) — один із відомих сподвижників пророка Мухаммеда і його особистий секретар. Почав упорядкування Корану за часів правління першого праведного халіфа Абу Бекра. За часів правління третього праведного халіфа Османа ібн Аффана очолював комісію з остаточної редакції Корану

## Біографія
Народився у Медині, походив з племені Хазрадж. Його батько загинув у результаті міжусобної війни між племенами Аус і Хазрадж в битві при Буасі.

Після хіджри малолітній Зейд намагався взяти участь у битві при Бадрі, однак Мухаммед заборонив неповнолітнім брати участь у боях. Тому першою битвою, в якій взяв участь Зейд, була битва "коло рову" (Хандак), де він брав участь у копанні рову навколо Медини.

Він був здібною і грамотною людиною з доброю пам'яттю. Окрім арабської, він вивчив тогочасну сирійську і давньоєврейську мову. Перекладав для Мухаммеда листи. Був секретарем Мухаммеда, він записував послані йому одкровення і був одним із найкращих знавців Корану, який знав напам'ять. Він був також знавцем тлумачення Корану.
Після смерті Мухаммеда Зейд підтримав кандидатуру Абу Бекра на посаду халіфа. Він був наближеною особою до халіфів Абу Бекра і Омара — обіймав за часів їхнього правління різні державні посади. За часів правління халіфа Османа, Зейд був відповідальним за державну скарбницю.

### Робота над Кораном
Ім'я Зейда ібн Сабіта увійшло в історію у зв’язку з його роботою над остаточною редакцією тексту Корану. Ця робота була доручена йому Абу Бекром і Омаром після битви в Ямамі проти лжепророка Мусайліми, під час якої загинуло близько 70 знавців (хафізів) Корану. Стурбовані тим, що кількість знавців Корану з часом буде скорочуватись, Абу Бекр і Омар зобов’язали Зейда розпочати роботу зі збору аятів Корану в єдину книгу. Той, у свою чергу, зібрав знавців Корану, і вони спільними зусиллями зібрали перший письмовий екземпляр Корану (мусхаф). Цей екземпляр зберігався у дружини Мухаммеда Хафси аж до правління третього праведного халіфа Османа.

За часів правління Османа серед мусульман виникли суперечки стосовно правильного трактування Корану. Тому Осман розпорядився скласти остаточну редакцію Корану. Для цього він скликав комісію з найкращих його знавців. Очолив цю комісію Зейд ібн Сабіт.
Комісія розмножила екземпляри Корану, який був зібраний за часів правління Абу Бекра, тоді халіф Осман розіслав його до всіх основних центрів Халіфату.